# LINDBERG
LINDBERG（リンドバーグ）は、日本のロックバンド。所属事務所はROCKGUILD。レコード会社はテイチクレコード。公式ファンクラブ(FC)は「LITTLE WING」(リトル･ウィング)。

## 概要
1988年結成、1989年4月25日デビュー、2002年解散。デビュー20周年となる2009年に1年間限定で再結成後、2014年に本格的に活動を再開した。

### バンド名の由来
バンド名は、飛行家「チャールズ・リンドバーグ」に由来する。大きな夢に向かって、前向きに進んでいこうとする姿勢をバンドのコンセプトとしている。

## メンバー
渡瀬マキ
（わたせ まき、1969年2月22日（56歳） - ）ボーカル
- 出身：三重県鳥羽市
- 血液型：O型
- ニックネーム：チャンマキ

平川達也
（ひらかわ たつや、1962年2月27日（63歳） - ）ギター
- 出身：静岡県浜松市
- 血液型：O型
- ニックネーム：タッチャン

川添智久
（かわぞえ ともひさ、1964年1月30日（61歳） - ）ベース
- 出身：宮崎県宮崎市
- 血液型：O型
- ニックネーム：トモチャン
- ソロ活動でアニメ『機動戦士Vガンダム』のオープニング・テーマ曲を歌っていた。2008年からTOP GUNでの活動も行っている。

小柳"cherry"昌法
（小柳昌法、こやなぎ・チェリー・まさのり、1959年10月23日（65歳） - ）ドラムス
- 出身：静岡県浜松市
- 血液型：A型
- ニックネーム：Cherry - 由来は漫画『うる星やつら』の登場人物「錯乱坊（通称チェリー）」
- 解散後は、さまざまなセッションに参加。また、GaGaalinGのドラマーとしても活躍中。

## 主なサポートメンバー
佐藤"darling"達也
（佐藤達也、さとう・ダーリン・たつや、佐藤達哉、1964年3月27日（61歳） - ）キーボード
- 出身：宮城県塩釜三中出身。
- アイドルからキーボード奏者に転身（36周年ライブ東京にて告白。）
- サポートメンバーとして、かねてからライブにおいてキーボードとして参加。2009年再結成の最終日である大晦日には一瞬 (?) 正式メンバーとなった（後述）。
- ライブ・アルバム『Lindy Wingding』『FINAL FLIGHT』の演奏に参加している。
- オリジナル・アルバムのレコーディングにおいても一部楽曲の編曲やキーボーディストとして参加している。
- LINDBERGのメンバーからは「ほぼLINDBERG」と言われ、「ダーリン佐藤」の愛称で呼ばれている。
- aikoのツアーメンバーとしても活躍中。こちらでは「たつたつ」という愛称がついている。

- 渡部チェル (PRISM)
ダーリンがaikoのツアーと重なったため、LINDBERG LIVE TOUR 2014 (7/21〜8/22)、a-nation island THE FIRE LEGEND 2014(8/16)、KOYABU SONIC 2014 FINAL (9/13) に参加。

- 今井隼
ダーリンがaikoのツアーと重なったため、LINDBERG LIVE 2015 (4/26) に参加。

## 来歴
元アイドルだった渡瀬麻紀（バンドでは渡瀬マキに改める）とそのバックバンドのメンバーのひとりだった平川達也、更に平川の音楽仲間であった川添智久、小柳昌法により結成。
当時、メンバーのほとんどが高所恐怖症であるとされていたが、活動再開後の2023/04/27に行われたZepp DiverCity (TOKYO)ライブのMC中にwikipediaを直接読み上げ本件を否定している。直接メンバーに確認しダーリンのみ高いところが苦手ではあると語ったがメンバーの４人は平気であると反論した。
1989年4月に徳間ジャパンからシングル『ROUTE 246』、アルバム『LINDBERG I』でメジャー・デビューした。
結成当初はプロデューサーの井上龍仁や、多方面から楽曲提供のスタイルが多かったが、次第に作詞は渡瀬、作曲は平川・川添・小柳が手がけるようになる。楽曲にも偏りがなく平等に制作され、三人それぞれの楽曲はシングルとしてヒットしている。

「今すぐKISS ME」「胸さわぎのAfter School」(平川)
「BELIEVE IN LOVE」「だってそうじゃない!?」(川添)
「GAMBAらなくちゃね」「Green eyed Monster」(小柳)　など
2ndシングル『今すぐKiss Me』（最大のヒット曲で1990年のオリコン年間シングルセールス3位）が、フジテレビのテレビドラマ『世界で一番君が好き!』の主題歌に、『BELIEVE IN LOVE』がフジテレビのバラエティ番組『夢で逢えたら』のオープニング曲にそれぞれ起用され、一躍注目を浴びる。
1993年に『だってそうじゃない!?』が大ヒットするなど安定した人気を誇っていたものの94年から95年頃にかけては売上枚数が10万枚前後で落ち着いていた。
1995年のテイチクに移籍したのを機に大幅なイメージチェンジを図った『もっと愛しあいましょ』をリリース。37万枚を超えるヒットを記録する。その後もリリースした曲が立て続けに数十万枚前後の売り上げ枚数を記録し第二の全盛期を迎えた。
1997年10月16日、渡瀬マキと平川達也が結婚。1999年の産休の際に、一部メディアで「解散」と報じられたが、産休による活動休止と改めて発表している。産休を経て01年にはポリドールへ移籍、翌02年にはインディーズレーベルへ移籍した。

### 解散
2002年、“FINAL FLIGHTツアー”を最後に解散することを発表。FINAL FLIGHTツアー最終日の8月24日に渋谷公会堂でライブを開催、そして4日後の8月28日には、ファンクラブ限定のラストライブをリンドバーグの出発の地、渋谷TAKE OFF 7で開催し解散。14年間のバンド活動に終止符を打った。

### 2009年再結成
2009年2月22日に行われた渡瀬マキソロライブ「Present」にて、同年12月31日まで期間限定の再活動が発表され、4月22日に新録音ベスト・アルバム「LINDBERG XX」をリリースした。
春には、「LINDBERG 20th Anniversary LIVE」が行われ、4月25日に「HOP」と冠してShibuya O-WESTで7年ぶりにメンバー全員がステージに揃ったライブが行われた。その後、5月9日にはSHIBUYA-AXで「STEP」、5月30日には渋谷C.C.Lemonホールで「JUMP」と冠したライブがそれぞれ行われた。
夏には、解散前にはあまり参加の機会がなかったサマーソニックやa-nationなどの野外イベントやロックフェスに相次いで参加した。9月28日には、約12年ぶりとなる日本武道館での単独公演を開催。11月5日には、10-FEETのライブにゲスト参加した。
冬には、「LINDBERG 二十周年ドキドキときどき 途中下車の旅 2009 〜そうだ仙台と東京と名古屋と大阪と広島と福岡でおりよう!!!!〜」というツアータイトル通り、全国6カ所でライブを行い、最終公演である12月31日の中野サンプラザにて、再び休息についた。

### 2014年再始動
2014年1月14日、結成25周年を迎えるのに伴い4年ぶりに再始動することが明らかとなった。所属事務所によると「今回の復活は期間限定ではなく継続した形をとる」とコメントしている。『Re：LINDBERG』（リンドバーグ、再び）と題し、期限を設けずに活動していくこととし、「人生折り返し（笑）、あと半分の音楽人生はLINDBERGの音楽と共に生きよう！と決心しました。この気持ちを"音返し"（おんがえし）という形で、今後はファンの皆様に私たちなりのペースでお届けしたいと思っています」と2度目の再結成を報告している。
春からは渡瀬単体でのテレビでの活動も開始。4月25日には復活ライブ、また7月から8月にかけて5年ぶりのライブツアーを行い、夏の大型ライブイベントなどへも参加した。

### 2018年4月活動休止
渡瀬マキの機能性発声障害を発表。2017年から治療に専念している旨が渡瀬マキのWEBサイトで公表される。

### 2020年デビュー30周年
2020年11月08日～2021年1月6日にかけて、LINDBERG 30th Anniversary Tour 『 NO LIND, NO LIFE ? 』開催。
当初は2020年3月18日から開催予定だったが、コロナ禍により開催日時を変更して行われた。

## エピソード
所属レーベルが複数に渡り、また活動後期にはインディーズからのリリースもあったことなどから、全ての活動時期の楽曲を網羅したベスト・アルバムはリリースされていない。
最も多数のベスト・アルバムをリリースしているテイチクからは徳間ジャパンのPUBLIC IMAGEレーベル所属以降92～99年までの選曲に限られ、初期の楽曲は92年の『FLIGHT RECORDER 1989-1992 -little wing-』での再録音源が使用され、同ベスト・アルバムで再録された楽曲以外は選曲されていない。ミュージック・ビデオ集においてはこの制約は無く、すべてのレーベルからオリジナル音源のMVが収録されている。
徳間ジャパンがリリースしているベスト・アルバムでは初期の楽曲でもオリジナル音源が使用される。99年を最後にテイチクを離脱後はポリドール、インディーズ、メルダック、09年再結成でエイベックス、14年再結成以降は無所属、とレーベルが多岐にわたり、00年以降の楽曲が選曲されたベスト・アルバムはリリースされていない。
「every little thing every precious thing」（1996年にリリース）が、当時阪神タイガースの藤川球児投手の入場曲として反響を呼んだため、2007年8月1日にインペリアルレコードより、当時の音源のまま「球児の歌」として11年ぶりに同タイトルのシングルが再発売された。その際、CDジャケットが藤川の写真に、CDサイズも8cmから12cmへと一新された。同シングルの初回出荷数である約4,000枚が、発売から3日で完売・品薄状態となり、そのこと自体がニュースに取り上げられるなど、今までLINDBERGを知らなかったファン層にも新たにその存在を知られることとなった。2006年には福岡ソフトバンクホークス時代の杉内俊哉投手もこの曲を入場曲に使用していた。
2009年12月31日のライブ中にサポートメンバーである、ダーリン佐藤の正式加入が発表されるも、後に小柳のブログで「ネタ」だったことが判明。

## ディスコグラフィ

### シングル
1. ROUTE 246（1989年4月25日、10JC-402）
 作曲はZIGGYの森重樹一。
2. 今すぐ Kiss Me（1990年2月7日、TKDA-30050）
3. JUMP（1990年3月28日、TKDA-30051）
4. Dream On 抱きしめて（1990年9月26日、TKDA-30136）
5. ROUGH DIAMOND（1990年10月24日、TKDA-30160）※ビデオCDも存在
6. OH! ANGEL（1990年11月21日、TKDA-30161）
7. GLORY DAYS（1991年3月27日、TKDA-30270）
8. BELIEVE IN LOVE（1991年7月3日、TKDA-30306）
中日ドラゴンズ英智外野手の現役時代の登場テーマ曲
9. I MISS YOU（1991年10月18日、TKDA-30394）
10. 恋をしようよ Yeah! Yeah!（1992年4月22日、TKDP-30562）
11. さよなら Beautiful Days / 千年たっても（1992年11月6日、TKDP-30690）
12. Magical Dreamer（1992年11月13日、TKDP-30692）
13. 胸さわぎのAfter School（1993年3月17日、TKDP-30791）
14. 会いたくて -Lover Soul-（1993年6月18日、TKDP-70088）
15. 想い出のWater Moon / 君に吹く風（1993年8月11日、TKDP-70136）
16. だってそうじゃない!?（1993年10月22日、TKDP-70177）
17. 大キライ! / 二人きりで行こうよ（1993年11月22日、TKDP-70181）
テレビ朝日「平成イヌ物語バウ」オープニング、エンディング曲。「大キライ!」のシングルヴァージョンには「平成イヌ物語バウ」のバウ（声優：園部啓一）の声が入っている。
18. 夢であえたら -Do you love me?-（1993年12月1日、TKDP-70204）
19. GAMBAらなくちゃね（1994年3月16日、TKDP-70309）
2002年にpritsがカバー。
20. 清く正しく行こう（1994年5月18日、TKDP-70366）
21. さよならをあげる（1995年3月16日、TKDP-70611）
22. 水着とBeachとBoys（1995年5月2日、TKDP-70615）
23. もっと愛しあいましょ（1995年11月1日、TMDL-1）
2011年には野水いおりがカバーした。（テレビアニメ『森田さんは無口。』主題歌）
24. 君のいちばんに…（1996年5月1日、TMDL-3）
オリックス・バファローズ井川慶投手の現役時代の登場テーマ曲。
25. every little thing every precious thing（1996年7月1日、TMDL-5、2007年8月1日再発売/TECI-126）
陸上競技選手の高野進とその妻のエピソードがきっかけとなった曲 。阪神タイガース藤川球児投手の現役時代の登場テーマ曲でもある。（2025年3月28日、-2025 マスタリングエールVer. - 配信。4月8日、甲子園開幕戦にて生歌唱。）
26. Green eyed Monster（1996年8月19日、TMDL-6）
27. YAH! YAH! YAH!（1997年2月13日、TMDL-8）
28. 明日は明日の風が吹く（1997年4月16日、TMDL-10）
29. Sugar free（1997年5月28日、TMDL-11）
30. 風（1998年3月4日、TMDL-12）
31. 願いがかなうように（1999年10月21日、TECN-12577）
32. frosty love（2001年2月21日、UPCH-5037）
33. you were there（2002年1月1日、LCFC-2）
34. Teenage Blue（2002年6月26日、LCFC-4）
35. it's too late（2002年8月7日、LCFC-6）
36. LIVE your LIFE（2009年12月9日、AVCD31554/B【CD+DVD】）
37. EXTRA FLIGHT SINGLE（2016年7月10日、LPCR-0004） 
｢パスポート｣｢キミハキミ｣｢アタシは今すぐアナタを抱きしめる｣収録
38. Fresh（2017年7月19日、配信シングル）
39. ～種～（2020年3月9日、～種～のみ先行配信／2020年5月2日、LPCR-0005/6【CD+DVD】） 
｢～種～｣｢パレード｣収録。｢パレード｣は、MMORPG｢アルケミアストーリー｣（2017）テーマソング
40. ブラックスパイダー（2023年9月7日、"BARKUP TV"9月オープニングテーマ「今すぐKiss Me」 エンディングテーマ「ブラックスパイダー(新曲）」決定！[9]）未配信。ライブでCD出すと

### オリジナル・アルバム
1. LINDBERG I（1989年4月25日・32JC-406）
2. LINDBERG II（1989年11月25日・30JC-470）
3. LINDBERG III（1990年4月21日・TKCA-30052）
4. LINDBERG IV（1991年4月19日・TKCA-30278/初回デジパック）
5. EXTRA FLIGHT（1991年11月1日・TKCP-30395）
6. LINDBERG V（1992年5月22日・TKCP-30600/初回写真集付三方背ケース{赤・青・白}）
7. LINDBERG VI（1993年6月18日・TKCP-70060/初回三方背ケース）
8. EXTRA FLIGHT II -human aircraft-（1993年11月19日・TKCP-70190）
9. LINDBERG VII（1994年6月24日・TKCP-70391）
10. LINDBERG VIII（1995年6月6日・TKCP-70630/初回缶バッジ付Box）
11. LINDBERG IX（1996年9月9日・TMCL-30002/初回三方背ケース）
12. LINDBERG X（1997年6月18日・TMCL-30004/スリーブケース）
13. LINDBERG XI（1998年3月25日・TMCL-30005/スリーブケース）
14. LINDBERG XII（1999年12月16日・TMCN-30597）
15. LINDBERG XIII（2001年3月28日・UPCH-1056）
16. LINDBERG XIV（2002年1月1日・LCFC-1）
17. LINDBERG XV（2002年7月10日・LCFC-5）

### ライブ盤
- Lindy Wingding（1994年3月16日、TKCP-70296、2枚組）
国立代々木競技場（1993年12月2日）、日清パワーステーション（1993年12月24日）でのアコースティックライヴを収録。初回プレス完全限定盤。
- FINAL FLIGHT（2002年10月23日、MECR-3013-14、2枚組）
FINAL FLIGHT TOUR最終日の渋谷公会堂でのライヴを完全収録。
- LINDBERG 25th Anniversary 感謝祭 〜これからもよろちくね〜（2014年7月21日、2枚組/CD+DVD）
2014.4.25 Zepp DivercityTokyoでのライブを収録。限定盤。
- Dynamite night LIVE98（2024年2月22日、配信限定）
1998年のツアー『SWEET10ダイナマイトTOUR』の音源（未商品化音源含む）を収録した配信ライブアルバム[10]。

### ベスト盤

#### メンバーオフィシャル
- FLIGHT RECORDER 1989-1992 -little wing-（1992年11月21日、TKCP-30720、14曲収録。初回のみ2枚組で全15曲収録）
1992年までのヒット曲をRemixとRetakeで収録。初回盤には新曲「ひとつだけのMerry Christmas」の8cmCDシングル付。
- SINGLES -FLIGHT RECORDER II-（1995年1月18日、TKCP-70600、3枚組、38曲収録）
1stから20thシングルまでの1曲目と2曲目をカラオケ等を除き完全収録。10万枚完全限定。
- BEST -FLIGHT RECORDER III-（1998年9月12日、TMCL-31006、16曲収録）
結成10周年を記念した1998年までのベスト。92年『FLIGHT RECORDER 1989-1992 -little wing-』以降の音源から選曲。ライブ曲「MINE '98」を収録。
- BEST II -FLIGHT RECORDER IV-（1999年3月25日、TMCL-31007、16曲収録）
『BEST』から漏れた曲の中から、ファンクラブ会員が選曲したベスト。92年『FLIGHT RECORDER 1989-1992 -little wing-』以降の音源から選曲。ライブ曲「星に願いを'98」を収録。
- WORKS -COMPOSER'S BEST-（2000年3月23日、TECN-39621、3枚組、36曲収録）
作曲メンバー別にDiscを分け収録したベスト。92年『FLIGHT RECORDER 1989-1992 -little wing-』以降の音源から選曲。ライブ曲3曲を収録。
- FLIGHT RECORDER -FINAL MEMORIES-（2002年7月15日、ライブ会場限定発売、10曲収録）
1992年の『FLIGHT RECORDER 1989-1992 -little wing-』同様、メンバー選曲による2002年RetakeVersionに、新曲「a four-leaf clover」を収録。
- LINDBERG XX（2009年4月22日、AVCD-23861/B[CD+DVD]/AVCD-23862[CD]、15曲収録）
デビュー20周年を記念し、2009年RetakeVersionを12曲と、新曲3曲を収録。DVD付にはMVを収録。

#### レコードレーベル企画
- BEST OF SINGLES（2001年2月21日、TECN-29703、16曲収録）
全曲TOP10入りヒットを記録したシングルを集めた16曲を収録。売上順ではなく、『BEST』『BESTII』に収録された楽曲からTOP10ヒットに絞り選曲。
- FINAL BEST（2002年8月21日、TECN-35825-6、2枚組、30曲収録）
解散時にリリース。初期及びポリドール移籍以降の楽曲は選曲されず、92年『FLIGHT RECORDER 1989-1992 -little wing-』～99年までの音源から選曲。
- GOLDEN☆BEST リンドバーグ EARLY FLIGHT（2004年11月25日、TKCA-72781、2枚組、38曲収録）
『LINDBERG I』『LINDBERG II』『LINDBERG III』『LINDBERG IV』から選曲されたベスト。
- BEST & BEST（2007年、PBB-77）
- Supporter's songs（2007年7月25日、TECI-1156、11曲収録）
様々なスポーツ選手に愛された曲や、応援歌をまとめたもの。92年『FLIGHT RECORDER 1989-1992 -little wing-』以降の音源から選曲。
- SUPER BEST（2007年7月25日、TECI-1158、17曲収録）
上記『BEST -FLIGHT RECORDER III-』から「風」「MINE '98」の代わりに、「Green eyed Monster」と2007NewMix曲が2曲収録されたもの。92年『FLIGHT RECORDER 1989-1992 -little wing-』以降の音源から選曲。
- BEST HITS（2008年、BHST-107）
- BEST FLIGHT（2009年4月22日、TECI-1253/4、2枚組、32曲収録）
2009年のみの期間限定盤。上記の『BEST』『BEST II』を合わせた2枚組だが、ライブ曲が変更されている。
- LINDBERG★BEST（2010年2月3日、TECA-10003、16曲収録）
Blu-spec CD仕様で生産された限定盤。
- SUPER BEST (the Best Value)（2011年12月21日、TJJC-20013、10曲収録）
TSUTAYA限定発売の10曲入り廉価盤。

### その他CD
- X'mas Song（シングル、1990年）
シングルの「Dream On 抱きしめて」「ROUGH DIAMOND」「OH! ANGEL」3作品購入で貰えた非売品。
- VOICELESS RECORDER 1989 - 1992 - from FLIGHT RECORDER -（1992年12月24日、TKCP-30717）
アルバム『FLIGHT RECORDER 1989-1992 -little wing-』のカラオケ盤。
- 大きくなったなら 〜熱く、高く、そして優しく〜（シングル、1993年）
富士電機イメージソングの非売品。
- Private Lessons ORIGINAL SOUNDTRACK（1993年2月24日、VICL-377）
「Destination」のEnglishVersionとInstrumentalを収録。
- SUPER MEGA-MIX (DJ EDIT)（シングル、1995年、PSCD-772）
『SINGLES』購入者の中から抽選で1万名にプレゼントされた非売品。

### コンピレーション
- 『BEAT EXPRESS Vol.6』1990年8月1日 EPIC/SONY RECORDS（Disc1-M08「YOU BELONG TO ME」）
- 『ラブソングス2』1992年10月21日 ミディ（M10「SILVER MOON」）
- 『おもいっきり 93上半期ベスト』1993年 テイチク（M8「胸さわぎの After School」）
- 『青春の歌姫たち(7)』2002年 テイチク（M10「今すぐ Kiss Me」）
- 『青春の歌姫たち(8)』2002年 テイチク（M16「恋をしようよ Yeah! Yeah!」）
- 『青春の歌姫たち(10)』2002年 テイチク（M17「GAMBAらなくちゃね」）
- 『めざましSongs』2004年 ソニー（M1「Cute or Beauty」）
- 『POWER GIRLS!! -Beautiful Songs series-』2004年 ビクター（M1「今すぐ Kiss Me」）
- 『青春歌年鑑 90年代総集編』2004年 avex（M01「今すぐ Kiss Me」）
- 『君のうた 僕のうた (7)』2006年 テイチク（M10「今すぐ Kiss Me」）
- 『君のうた 僕のうた (8)』2006年 テイチク（M16「恋をしようよ Yeah! Yeah!」）
- 『君のうた 僕のうた (10)』2006年 テイチク（M17「GAMBAらなくちゃね」）
- 『GIRLS ON THE ROCK 〜乙女のロック伝説〜』2006年 テイチク（M15「今すぐ Kiss Me」）
- 『CLIMAX -Dramatic Songs-』2007年 ソニー（Disc1-M10「今すぐ Kiss Me」）
- 『Alpen Best -Another Edition-』2007年 ビクター（M2「Dream On 抱きしめて」）
- 『代打っ、俺!』2008年 徳間ジャパン（M10「今すぐ Kiss Me」）
- 『Sing!Sing!Sing! 〜karaoke Best Songs for Around40〜』2008年 徳間ジャパン（M11「今すぐ Kiss Me」）
- 『J-ポッパー伝説2 [DJ和 in WHAT's IN? 20th MIX]』2009年 ソニー（M15「BELIEVE IN LOVE」）
- 『J-POP fan 〜スーパーベスト・コレクション』2009年6月24日 WQCQ-178 ワーナー（M1 「今すぐ Kiss Me」）
- 『アイチカラ…』2009.07.22 VICL-603362 ビクター（M5「BELIEVE IN LOVE」）
- 『a-nation '09 BEST HIT SELECTION』2009.07.29 AVCD-23905 avex（M5「今すぐ Kiss Me -20th-」）
- 『シング!シング!シング!2　アラウンドフォーティーズ　カラオケベストソングス』2009.09.16 TKCA-073463 徳間ジャパン（M12「BELIEVE IN LOVE」）
- 『R&G　〜from 80's to 90's "Rock"&"Girl" Selection』2009.09.23 TECI-001267 テイチク（M12「今すぐ Kiss Me」）
- 『GIRLY ROCK BABY★★★』2009.10.07 MHCL-001520 ソニー（M14「今すぐ Kiss Me」）
- 『パーフェクトサマー』2010.06.30 MHCL-1774/5 ソニー（Disc1-M10「恋をしようよ Yeah! Yeah!」）
- 『クライマックス J-ロック・ヒストリー』2010.12.22 MHCL-1837/8 ソニー（Disc2-M4「今すぐ Kiss Me」）
- 『J-ロッカー伝説 [DJ和 in No.1 J-ROCK MIX]』2011.03.16 AICL-002235 ソニー（M5「今すぐ Kiss Me」）
- 『テレビ朝日 アニメソング Silver』2011.03.23 COCX-036655 コロムビア（M2「大キライ!」）
- 『R40'S SURE THINGS!! 本命大人のヒットスタジオ Vol.2』2011.04.06 TKCA-073634 徳間ジャパン（M16「BELIEVE IN LOVE」）
- 『HOLIDAY tunes 〜うきうきモード』2011.04.27 MHCL-1902/3 ソニー（Disc2-M13「だってそうじゃない!?」）
- 『R40'S SURE THINGS!! 俺たちバンド世代』2011.07.06 TKCA-073664 徳間ジャパン（M11 「BELIEVE IN LOVE」）

## タイアップ一覧
| 年     | 曲名                                          | タイアップ                                                                            | 初出CD                                                                                      |
| ------ | --------------------------------------------- | ------------------------------------------------------------------------------------- | ------------------------------------------------------------------------------------------- |
| 1989年 | MINE                                          | サンヨーテクニカ「Moving Sigh」CMソング                                               | 1stアルバム「LINDBERG I」                                                                   |
| 1990年 | 今すぐKiss Me                                 | フジテレビ系月9ドラマ『世界で一番君が好き! You are my favorite in the world』主題歌   | 2ndシングル「今すぐKiss Me」                                                                |
| 1990年 | 今すぐKiss Me                                 | 東宝配給映画『バブルへGO!! タイムマシンはドラム式』挿入歌（2007年）                   | 2ndシングル「今すぐKiss Me」                                                                |
| 1990年 | JUMP                                          | 国際スポーツフェア'90春イメージソング                                                 | 3rdシングル「JUMP」                                                                         |
| 1990年 | LITTLE WING ～Spirit of LINDBERG～            | 共同石油 CMソング                                                                     | 3rdアルバム「LINDBERG III」                                                                 |
| 1990年 | LITTLE WING ～Spirit of LINDBERG～            | BSフジ『お台場バドミントン学園』テーマソング（2019年5月〜）                           | 3rdアルバム「LINDBERG III」                                                                 |
| 1990年 | TOUCH DOWN                                    | ファミリーマートCMソング                                                              | 3rdアルバム「LINDBERG III」                                                                 |
| 1990年 | YOU BELONG TO ME                              | アルペン'90 CMソング                                                                  | 3rdアルバム「LINDBERG III」                                                                 |
| 1990年 | Dream On 抱きしめて                           | アルペン「アルペン・ゴルフ」CMソング                                                  | 4thシングル「Dream On 抱きしめて」                                                          |
| 1990年 | Dream On 抱きしめて                           | 国際スポーツフェア'90春イメージソング                                                 | 4thシングル「Dream On 抱きしめて」                                                          |
| 1990年 | ROUGH DIAMOND                                 | エースコック「力ラーメン・力うどん」CMソング                                          | 5thシングル「ROUGH DIAMOND」                                                                |
| 1990年 | OH! ANGEL                                     | セイコーエプソン CFソング                                                             | 6thシングル「OH! ANGEL」                                                                    |
| 1991年 | BELIEVE IN LOVE                               | フジテレビ系『夢で逢えたら』オープニング・テーマ                                      | 4thアルバム「LINDBERG IV」 8thシングル「BELIEVE IN LOVE」                                   |
| 1991年 | I MISS YOU                                    | 日本テレビ系『ROCK鳴缶II』テーマソング                                                | 9thシングル「I MISS YOU」 ミニアルバム「EXTRA FLIGHT」                                      |
| 1991年 | DESTINATION                                   | エースコック「力うどん・もちもちラーメン」CMソング                                    | ミニアルバム「EXTRA FLIGHT」                                                                |
| 1992年 | 恋をしようよ Yeah! Yeah!                      | 日本コカ・コーラ「コカ・コーラ」CFソング                                              | 10thシングル「恋をしようよ Yeah! Yeah!」                                                    |
| 1992年 | Over The Top                                  | ミズノ CMソング                                                                       | 5thアルバム「LINDBERG V」                                                                   |
| 1992年 | さよなら Beautiful Days                       | 日本テレビ系『ROCK鳴缶II』テーマソング                                                | 11thシングル「さよなら Beautiful Days/千年たっても」                                        |
| 1992年 | Magical Dreamer                               | NHK教育 アニメ『ヤダモン』オープニング・テーマ                                        | 12thシングル「Magical Dreamer」                                                             |
| 1992年 | この空にちかって                              | NHK教育 アニメ『ヤダモン』エンディング・テーマ                                        | 12thシングル「Magical Dreamer」                                                             |
| 1993年 | 胸さわぎの After School                       | 福武書店「進研ゼミ 中学講座」CFソング                                                 | 13thシングル「胸さわぎの After School」                                                     |
| 1993年 | 会いたくて -Lover Soul-                       | 富士フイルム「AXIA K」CFソング                                                        | 14thシングル「会いたくて -Lover Soul-」                                                     |
| 1993年 | 想い出のWater Moon                            | テレビ東京系『TVチャンピオン』エンディング・テーマ                                    | 6thアルバム「LINDBERG VI」 15thシングル「想い出のWater Moon / 君に吹く風」                  |
| 1993年 | だってそうじゃない!?                          | 富士フイルム「AXIA J'Z」CFソング                                                      | 16thシングル「だってそうじゃない!?」                                                        |
| 1993年 | 大キライ!                                     | テレビ朝日系アニメ『平成イヌ物語バウ』オープニング・テーマ                            | 17thシングル「大キライ!/二人きりで行こうよ」                                                |
| 1993年 | 大キライ!                                     | 東映配給アニメ映画『平成イヌ物語バウ 原始イヌ物語バウ』オープニング・テーマ（1994年） | 17thシングル「大キライ!/二人きりで行こうよ」                                                |
| 1993年 | 二人きりで行こうよ                            | テレビ朝日系アニメ『平成イヌ物語バウ』前期エンディング・テーマ（第1話 - 第30話）      | 17thシングル「大キライ!/二人きりで行こうよ」                                                |
| 1993年 | 夢であえたら -Do you love me?-                | ブルボン「ピックルEX」CFソング                                                        | アルバム「EXTRA FLIGHT II -human aircraft-」 18thシングル「夢であえたら -Do you love me?-」 |
| 1993年 | 大きくなったなら 〜熱く、高く、そして優しく〜 | 富士電機 イメージソング                                                               | 非売品シングル                                                                              |
| 1994年 | GAMBAらなくちゃね                             | 福武書店「進研ゼミ 中学講座」CFソング                                                 | 19thシングル「GAMBAらなくちゃね」                                                           |
| 1994年 | 清く正しく行こう                              | フジテレビ系『ゴールデンタイム』テーマソング                                          | 20thシングル「清く正しく行こう」                                                            |
| 1994年 | Cute or Beauty                                | フジテレビ系『めざましテレビ』初代テーマソング                                        | 20thシングル「清く正しく行こう」                                                            |
| 1994年 | TAXI                                          | ライオン「BAN16」CMソング                                                             | 7thアルバム「LINDBERG VII」                                                                 |
| 1995年 | さよならをあげる                              | 富士フイルム「AXIA」CMソング（1995年春 - 1998年秋）                                   | 21stシングル「さよならをあげる」                                                            |
| 1995年 | 水着とBeachとBoys                             | アサヒ飲料「'95三ツ矢サイダー」CFソング                                               | 22ndシングル「水着とBeachとBoys」                                                           |
| 1995年 | Ring My Bell                                  | フジテレビ系『めざましテレビ』テーマソング                                            | 22ndシングル「水着とBeachとBoys」 8thアルバム「LINDBERG VIII」                              |
| 1995年 | きっと銀の針のような雨が                      | 三井不動産「三井のリハウス」CMソング                                                  | 8thアルバム「LINDBERG VIII」                                                                |
| 1995年 | もっと愛しあいましょ                          | テレビ朝日系『かざあなダウンタウン』エンディング・テーマ                              | 23rdシングル「もっと愛しあいましょ」                                                        |
| 1996年 | 君のいちばんに…                               | ナショナル「Eolia」CMソング                                                           | 24thシングル「君のいちばんに…」                                                             |
| 1996年 | 君のいちばんに…                               | アニメ映画『秒速5センチメートル』挿入歌（2007年）                                     | 24thシングル「君のいちばんに…」                                                             |
| 1996年 | every little thing every precious thing       | パナソニック（松下電器産業）「ハイビジョンヨコヅナ」CMソング                          | 25thシングル「every little thing every precious thing」                                     |
| 1996年 | every little thing every precious thing       | 日本テレビ系『第16回全国高等学校クイズ選手権』エンディング・テーマ                    | 25thシングル「every little thing every precious thing」                                     |
| 1996年 | Green eyed Monster                            | 関西テレビ制作・フジテレビ系ドラマ『もう我慢できない!』主題歌                         | 26thシングル「Green eyed Monster」                                                          |
| 1997年 | YAH! YAH! YAH!                                | 花王「ソフィーナ AUBE」CMソング                                                       | 27thシングル「YAH! YAH! YAH!」                                                              |
| 1997年 | 明日は明日の風が吹く                          | ロッテ「トッポ」CFソング                                                              | 28thシングル「明日は明日の風が吹く」                                                        |
| 1997年 | Sugar free                                    | NHK総合『ポップジャム』エンディング・テーマ                                           | 29thシングル「Sugar free」                                                                  |
| 1997年 | Sugar free                                    | ロッテ「トッポ」CFソング                                                              | 29thシングル「Sugar free」                                                                  |
| 1998年 | 風                                            | アサヒ飲料「'98バヤリース」CFソング                                                   | 30thシングル「風」                                                                          |
| 1999年 | 願いがかなうように                            | TBS系『ワンダフル』内アニメ『イッパツ危機娘』主題歌                                   | 31stシングル「願いがかなうように」                                                          |
| 1999年 | 願いがかなうように                            | ダリヤ「サロンドプロ エッセンスカラー」CMソング                                       | 31stシングル「願いがかなうように」                                                          |
| 2001年 | frosty love                                   | フジテレビ系『発掘!あるある大事典』エンディング・テーマ                               | 32ndシングル「frosty love」                                                                 |
| 2001年 | カワイイココロ                                | シービック「デオナチュレ」CMソング                                                    | 13thアルバム「LINDBERG XIII」                                                               |
| 2002年 | it's too late                                 | 日本テレビ系『モグモグGOMBO』エンディング・テーマ                                     | 33rdシングル「it's too late」                                                               |
| 2009年 | 今すぐKiss Me -20th-                          | NHK総合 金曜ドラマ『コンカツ・リカツ』主題歌                                          | ベストアルバム「LINDBERG XX」                                                               |

## フィルモグラフィ
カッコ内、V=VHS, L=LD, D=DVD。
- JUMP（PV集/VL）
- FLIGHT-001 〜Bound to the Dream〜（1990年11月10日、V:TKVA-60109/L:TKLA-50014）
- FLIGHT-002 〜EXTRA FLIGHT〜（1991年12月21日、V:TKVP-60300/L:TKLP-50057）
- FLIGHT-003 〜GOOD NEWS〜（1992年6月25日、V:TKVP-60365/L:TKLP-50068）
- FLIGHT-004 〜念ずれば花開く〜（1994年4月5日、V:TKVP-60736/L:TKLP-50140）
- FLIGHT-005 〜きっと素晴らしい明日のために〜（1994年12月21日、V:TKVP-68000/L:TKLP-58000）
- FILMS 〜VIDEO CLIP COLLCTION〜（1995年9月5日、V:TKVP-68002/L:TKLP-58001/D:TKBA-1042）

「今すぐ Kiss Me」〜「水着とBeachとBoys」までのPV集
- FLIGHT-006（1996年3月21日、V:TMVL-48001）
- FLIGHT-007（1997年6月18日、V:TMVL-1/D:TMBL-1）
- FLIGHT-008（1998年3月25日、V:TMVL-2）
- FLIGHT-009（1998年9月23日、V:TMVL-3）
- FLIGHT HISTORY OF 1989-1999（ファンクラブ限定。1999年、V）
- Happy Go Lucky!（ファンクラブ限定。2000年、V）
- JUNGLE BOOGIE TOUR（ファンクラブ限定。2001年、V）
- WILD LIFE（ファンクラブ限定、2002年、V）
- FINAL FLIGHT LINDBERG（ファンクラブ、ライブ会場限定。2002年、V・D）
- LINDBERG LAST FLIGHT 〜TAKE OFF 7〜（ファンクラブ限定。2002年、V）
- LINDBERG 〜VIDEO CLIP HISTORY〜（2003年3月21日、D:TEBN-39004）
「今すぐ Kiss Me」〜「願いがかなうように」までのPV集
- FLIGHT RECORDER DVD 〜LIVE 1990-1994〜（2003年12月21日、D:TKBA-1041）
上記『FLIGHT-001』〜『FRIGHT-005』(徳間時代)からの抜粋をDVD化した編集盤
- SPACE SHOWER TV presents LIVE SHOWER 〜LINDBERGの一週間 '90「HOP! STEP! JUMP!」〜（2009年9月23日、D:AVBD-91737）
- SPACE SHOWER TV presents LIVE SHOWER 〜LINDBERG '92白金祭〜（2009年9月23日、D:AVBD-91738）
- LINDBERG 20th Anniversary LIVE 《SPECIAL》〜ドキドキすることやめられへんな(笑)〜at Nipponbudokan on 28th of September 2009（2009年12月9日、D:AVBD-91746）
- LINDBERG 二十周年 ドキドキときどき 途中下車の旅 2009 最終公演 〜LIVE your LIFE & LIVE your LIFE〜 2009.12.31 中野サンプラザ（2010年4月21日、D:AVBD-91771〜2、2枚組）
- LINDBERG MEMORIAL BOX（2010年4月21日、D:AVBD-91768〜70/B〜C、DVD3枚+CD2枚組）
上記中野公演のDVD2枚組も含む5枚組ボックス
- LINDBERG FLIGHT シリーズ パーフェクト DVD BOX（2014年3月19日、D:TEBS-14081、7枚組）
上記『FLIGHT-001』〜『FRIGHT-009』と『FINAL FLIGHT』をDVD化し7枚にまとめたもの
- LIVE TOUR 2014 25周年だョ!全員集合 〜2014.08.10 Zepp DiverCity Tokyo〜（2015年4月26日、D:LPCR-0003）

## 本
- 『虹を追いかけて』宝島編集部編 1991年8月 JICC出版局 ISBN 978-4-7966-0184-9
- 『LITTLE WING -LINDBERG STORY-』岡高志著
  - 1992年12月 CBS・ソニー出版 ISBN 978-4-7897-0778-7
  - 1993年7月 CBS・ソニー出版 ソニー・マガジンズ文庫 ISBN 978-4-7897-0819-7
- バンドスコア『LINDBERG II』ドレミ楽譜出版社 ISBN 978-4-8108-3696-7
- バンドスコア『LINDBERG III』ドレミ楽譜出版社 ISBN 978-4-8108-3697-4
- バンドスコア『LINDBERG IV』ドレミ楽譜出版社 ISBN 978-4-8108-3737-7
- バンドスコア『EXTRA FLGHT』ドレミ楽譜出版社 ISBN 978-4-8108-3765-0
- バンドスコア『LINDBERG V』ドレミ楽譜出版社 ISBN 978-4-8108-3777-3
- バンドスコア『FLIGHT RECORDER 1989-1992』ドレミ楽譜出版社 ISBN 978-4-8108-3799-5
- ギタースコア『リンドバーグ ギター全曲集』ドレミ楽譜出版社 ISBN 978-4-8108-4705-5
- バンドスコア『LINDBERG VI』ドレミ楽譜出版社 ISBN 978-4-8108-3825-1
- バンドスコア『EXTRA FLIGHT II -human aircraft-』ドレミ楽譜出版社 ISBN 978-4-8108-3848-0
- バンドスコア『LINDBERG VII』ドレミ楽譜出版社 ISBN 978-4-8108-3866-4
- バンドスコア『LINDBERG VIII』ドレミ楽譜出版社 ISBN 978-4-8108-3912-8
- バンドスコア『LINDBERG IX』ドレミ楽譜出版社 ISBN 978-4-8108-3963-0
- バンドスコア『LINDBERG X』ドレミ楽譜出版社 ISBN 978-4-8108-6404-5

## ライブ
- LINDBERG 30th Anniversary Tour『NO LIND, NO LIFE ? 』
  - 開催期間：2020年11月08日～2021年01月06日
  - 開催地：新潟・名古屋・札幌・福岡・広島・仙台・大阪・東京

- LINDBERG 36YEARS TOUR ”もっともっと愛しあいまshow 2025!!!!”[11]
  - 開催期間：2025年04月03日～2025年04月25日
  - 開催地：福岡・大阪・名古屋・仙台・札幌・東京
  - ファイナル（東京）スペシャルゲスト：岸谷香（ソロライブでのゲストは初めて）

## 出演

### テレビ
NHK紅白歌合戦出場歴
出演順は「（紅組出演順）/（紅組出場者数）」で表す。
| 年/放送回                | 回 | 曲目                         | 出演順 | 対戦相手 |
| ------------------------ | -- | ---------------------------- | ------ | -------- |
| 1992年（平成4年）/第43回 | 初 | 「恋をしようよ Yeah! Yeah!」 | 2/28   | 小野正利 |

## カバー
- Prits「GAMBAらなくちゃね 〜Prits Emotion〜」（アルバム『cherry blossom』#11、2002年）
- 乙葉「every little thing every precious thing」（アルバム『Otoha CD Volume.1』#7、2002年5月）
- EASY GRIP「OVER THE TOP」（アルバム『TEENAGE GRAFFITTI』、2002年、渡瀬が参加）
- Ai+BAND「BELIEVE IN LOVE」（シングル『BELIEVE IN LOVE』、アルバム『Hello! We are Ai+BAND!!』、2003年、川添が参加）
- GUITARFREAKSサウンドトラック「BELIEVE IN LOVE」（アルバム『GUITARFREAKS 10thMIX & drummania 9thMIX Soundtracks』#39、2003/12/17）
- AI+BAND 「LITTLE WING」（アルバム『FIGHTING GIRL☆☆』、2004年、川添が参加）
- プリティバンド「今すぐ Kiss Me」[12]（平和 (パチンコ)「CRプリティバンドYJ」2004/10/25〜稼働）
- Mi「今すぐ Kiss Me」（ネットワーク配信[13]、2006年）
- 装置メガネ「今すぐ Kiss Me」（アルバム『青春メガネ』#9、2006年）
- JAM（奥田順子、春名亜美、村上実沙子）「今すぐ Kiss Me」（アルバム『JAM*TRANCE』#9, GYCP-10050, 2006/3/24）
- （不明）「今すぐ Kiss Me」（アルバム『J-POP 80-90's 懐ゲー Taste Mix』#9, GYCP-10111, 2007/5/23）
- 平田裕香「今すぐ Kiss Me」（シングル『恋のダイヤル6700』#2、2008年4月）
- Salon feat. 宮良彩子「今すぐ Kiss Me」（アルバム『My Time』#8、2008/5/21）
- 真行寺恵里「今すぐ Kiss Me」（アルバム『J-POP Happy Drive Mix -Rainbow Rose Edition-』#15、2008/5/21）
- viola (cargo)「今すぐ Kiss Me」（アルバム『le table』#3、2008/5/21）
- YO-SHIMI「今すぐ Kiss Me」（アルバム『From Front -JPOP IN THE HOUSE-』#2、2008/5/28）
- ANNA「今すぐ Kiss Me」（アルバム『恋のカタチ』#10、2008年9月、平川プロデュース、川添・小柳レコーディング参加。アレンジはGaGaalinGのMOTO G3[14]）
- merry merry Boo「今すぐ Kiss Me」（ネットワーク配信[15]、2009/2/25）
- デーモン小暮「BELIEVE IN LOVE」（アルバム『GIRLS' ROCK 〜Tiara〜』#7、2009/2/11）
- 美吉田月「今すぐ Kiss Me」（アルバム『Ska Flavor #2』#7、2009/9/16）
- Friends「GAMBAらなくちゃね」（アルバム『FRIENDSHIP』#2、2009/9/30）
- 広瀬香美「今すぐ Kiss Me」（アルバム『DRAMA Songs』#6、2010/1/20）
- いとうりな「今すぐ Kiss Me」（ネットワーク配信アルバム『Hey-Say!』#2、2010/7/7）
- JURIAN BEAT CRISIS「今すぐ Kiss Me」（ネットワーク配信『今すぐ Kiss Me』2010年8月、アルバム『JURIAN BEAT CRISIS』#3、2010年9月）
- JURIAN BEAT CRISIS「今すぐ Kiss Me feat. 渡瀬マキ」（アルバム『JURIAN BEAT CRISIS』#14, 2010年9月、渡瀬が参加）
- アンジェラ・アキ「今すぐ Kiss Me」（DVD『Concert Tour 2009 "ANSWER" ドキュメンタリー&ライブ』Disc2-#14, 2010/9/22）
- Soupnote「今すぐ Kiss Me」（アルバム『ゆるふわ青春ロック 〜18's J-POP Covers〜』[16]#9, 2011年10月12日）
- 中川翔子「今すぐ Kiss Me」（アルバム『しょこたん☆かばー4-2 〜しょこ☆ロック篇〜』#5, 2011年10月12日）
- 野水いおり「もっと愛しあいましょ」（アルバム『月虹カタン』#8, 2011年10月19日, 川添が参加）
- HARUKA (Missing Link)「今すぐ Kiss Me」（アルバム『KISS歌MIX mixed by DJ SHINSTAR』#31, SASCD-1003, 2012年9月12日）
- テレパシー[17]「今すぐ Kiss Me」（シングル『キミユメI wanna be with you / 今すぐ Kiss Me』#2, 2013年4月14日、渡瀬・平川が参加[18]）
- Jumping Frog「今すぐ Kiss Me」（アルバム『J-pop Cover伝説 V Mixed By Dj Fumi★yeah!』#13, FARM-345, 2013年8月7日）
- ayumi shibata（柴田あゆみ）「今すぐ Kiss Me」（アルバム『kick start』#6, 2014年2月19日）
- DJ 瑞穗「今すぐ Kiss Me」[19]（アルバム『J-POP Cover Drivin Presents GiftBox mixed by DJ MIZUHO』#23, 2014年4月16日）
- CANDY GO!GO!「今すぐ Kiss Me」（シングル『今すぐ Kiss Me』#2, 2014年5月30日、コンピレーションアルバム『RE:IDOL 〜はじめてのチュウ』[20]#7, 2014年9月3日）

### カバー（外国語）
- IVY & VIOLA『HOLD ME RIGHT NOW, KISS ME』（英語詞カバー、1993年）
今すぐ Kiss Me / ROUGH DIAMOND / ROUTE 246 / STEP IN NOW / MINE / LITTLE WING -Spirit of LINDBERG- / JUMP / HAPPY BIRTHDAY / Heart Voice
- Gigi Worth 「今すぐ Kiss Me」（アルバム『E35 〜英語で歌おうJ-Pop』Disc2-#5、2008/2/22）
- Against The Current「IMASUGU KISS ME（今すぐ Kiss Me）」（アルバム『Gravity』日本盤-M13、WPCR-16448、2015/5/20）

### トランスカバー
- 『TRANCE BEST *WINTER PARTY』(2006/3/24, get over the records, GYCP-10052)
#10「every little thing every precious thing」KuT
- 『TRANCE BEST *SAKURA PARTY』(2006/3/24, get over the records, GYCP-10053)
#2「恋をしようよ Yeah! Yeah!」KA-NA、#10「JUMP」MYU
- 『THE DRIVE BEST ~TRANCE MIX~』(2006/3/24, get over the records, GYCP-10054)
#4「今すぐ Kiss Me」KuT
- 『J-POP TRANCE 90’s BEST HIT』（2006/3/24、get over the records, GYCP-10056）
#5「BELIEVE IN LOVE」KuT、#8「LITTLE WING」KA-NA
- KA-NA & KuT『リンドバーグ☆TRANCE BEST』（アルバム全曲、2006/1/25）
「今すぐKiss Me / LITTLE WING / every little thing every precious thing / GAMBAらなくちゃね / 清く正しく行こう / BELIEVE IN LOVE / 胸騒ぎのAfter School / Dream On 抱きしめて / Over The Top / 恋をしようよ Yeah! Yeah!」
- 『EXIT TRANCE PRESENTS 90's J COVERS』(2009/08/05, QWCE-00113)
#1「今すぐ Kiss Me」Ryu feat. MAKI

### インストゥルメンタル盤
- 『CRYSTAL WIND -LINDBERG作品集-』（インストゥルメンタル、T15P-037）
恋をしようよ Yeah! Yeah! / 今すぐKiss Me / BELIEVE IN LOVE / フォトグラフ / JUMP / ROUGH DIAMOND / I MISS YOU / 風のない春の午後 / Dream on 抱きしめて / ROUTE 246

### トリビュート盤
- 『LINDBERG TRIBUTE ALBUM 〜みんなのリンドバーグ〜』（2014年7月23日、初回限定盤/CD＋DVD:TECI-1410、通常盤/CD:TECI-1411）
LITTLE WING(10-FEET) / 今すぐKiss Me（岸谷香）/ DESTINATION（N'夙川BOYS）/ Over The Top（シシド・カフカ）/ BELIEVE IN LOVE（森高千里）/ GLORY DAYS（矢野顕子）/ LOOKING FOR A RAINBOW（花*花）/ 恋をしようよ Yeah! Yeah! (LIFriends) / 大キライ!（ガガガSP）/ GAMBAらなくちゃね（近藤夏子）/ 君に吹く風（蜜）/ もっと愛しあいましょ（バンドじゃないもん!）/ every little thing every precious thing (Rico)